# Метрополітен Буенос-Айреса
Метрополітен Буенос-Айреса (ісп. Subte de Buenos Aires) — система ліній метрополітену в Буенос-Айресі, столиці Аргентини. Перша лінія метро була відкрита 1913 року і, таким чином, була першою у Південній Америці і Південній півкулі.

## Історія

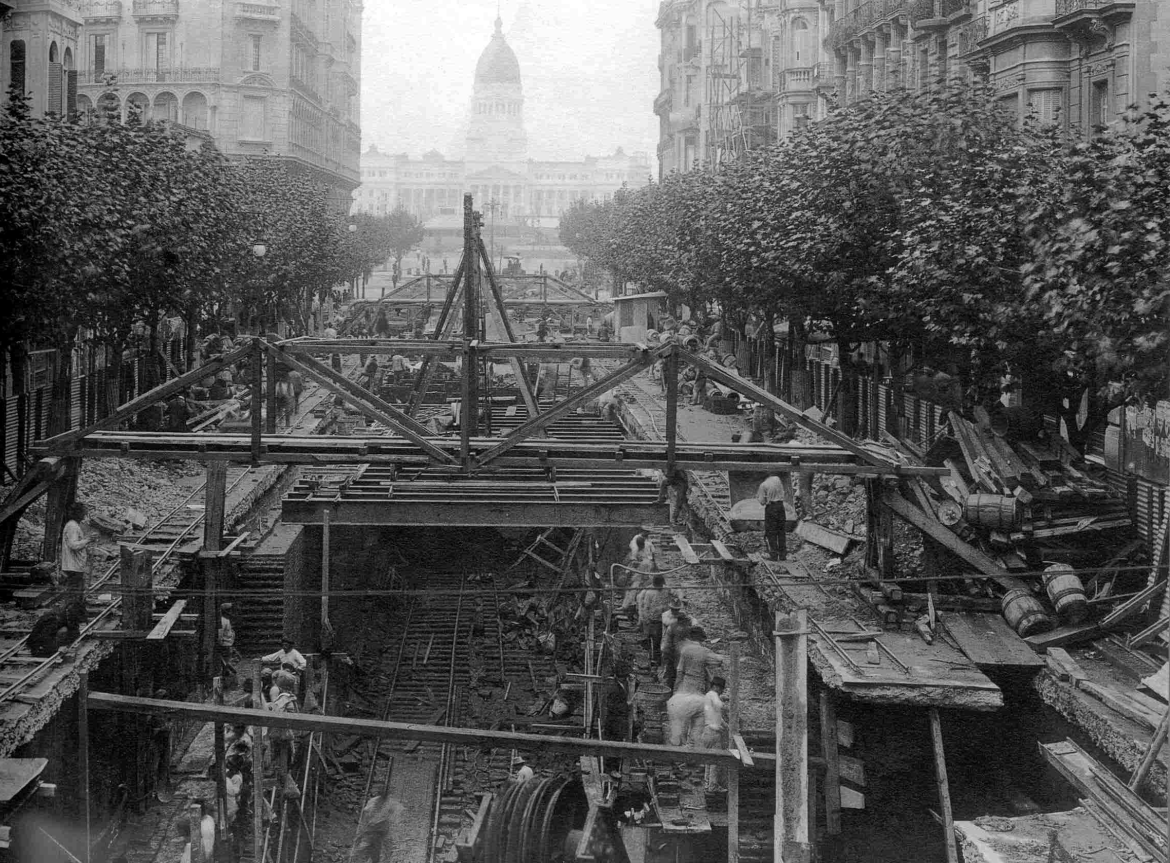
Спорудження метро (1912)

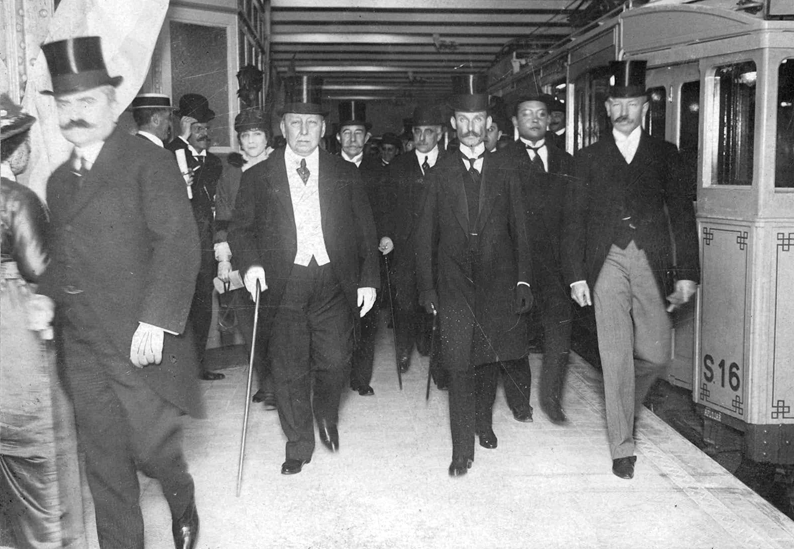
Вікторіно де ла Пласа на відкритті метро

Обговорення спорудження системи підземного транспорту у Буенос-Айресі розпочалося наприкінці XIX ст., оскільки трамваї, які функціонували у місті з 1870 року, були перевантажені.
1909 року міська рада Буенос-Айреса підписала контракт з Англо-Аргентинською трамвайною компанією (CTAA) на спорудження і експлуатацію впродовж 80 років трьох ліній метрополітену:
- від Травневої площі до будівлі Першої хунти (нині лінія А)
- від Констітусьйон до Ретіро (нині лінія С)
- від Травневої площі до Палермо (нині лінія D)

Компанія збудувала лише одну лінію. Перша лінія метро, яка проходила від Травневої площі до площі Місерере, була відкрита 1 грудня 1913 року. 1 квітня 1914 року лінію було добудовано до станції Ріо-де-Жанейро, а 1 липня — до будівлі Першої хунти.
1912 року компанія Lacroze Hermanos здобула право на спорудження другої лінії метро, яка нині називається B. Лінію було відкрито 17 жовтня 1930 року.
1933 року Іспано-американська компанія громадських робіт і фінансів (CHADOPYF) почала будівництво решти ліній метрополітену.
З 1939 року метрополітен був у віданні Транспортної корпорації міста Буенос-Айреса, з 1952 року — Головної адміністрації транспорту Буенос-Айреса, з 1963 року — установи Метрополітен Буенос-Айреса.
1994 року за рішенням тодішнього президента Карлоса Сауля Менема метрополітен було віддано у концесію фірмі Metrovías S.A.
Від 3 по 13 серпня 2012 року метрополітен не працював через страйк, спровокований конфліктом між місцевою і державною владою. Це була найдовша зупнка руху за весь час існування метро.
2012 року згідно з законом № 4472 метрополітен було передано у власність уряду міста Буенос-Айреса, на який було покладено відповідальність за адміністрування, утримання і розвиток системи, а також контроль за функціонуванням. Вдночас Metrovías залишився концесіонером метрополітену. Після цього влітку 2013 року почалися роботи з реновації лінії А, яка не працювала через це протягом двох місяців. Також було закуплено новий рухомий склад, а у 2013—2019 роках відкрито 12 нових тсанцій.
2021 року 12-річну концесію на надання послуг метрополітену отримала Emova Movilidad, що входить до групи Benito Roggio Transporte

Мережа метрополітену на 1955 рік.
Метро на 1966 рік, добудова лінія E
Метро на 1987 рік
Метро у 2003-2007 роках, добудована лінія B
Метро на 2008 рік, відкрито першу чергу лінії H
Метро на 2010 рік, добудовано лінію H
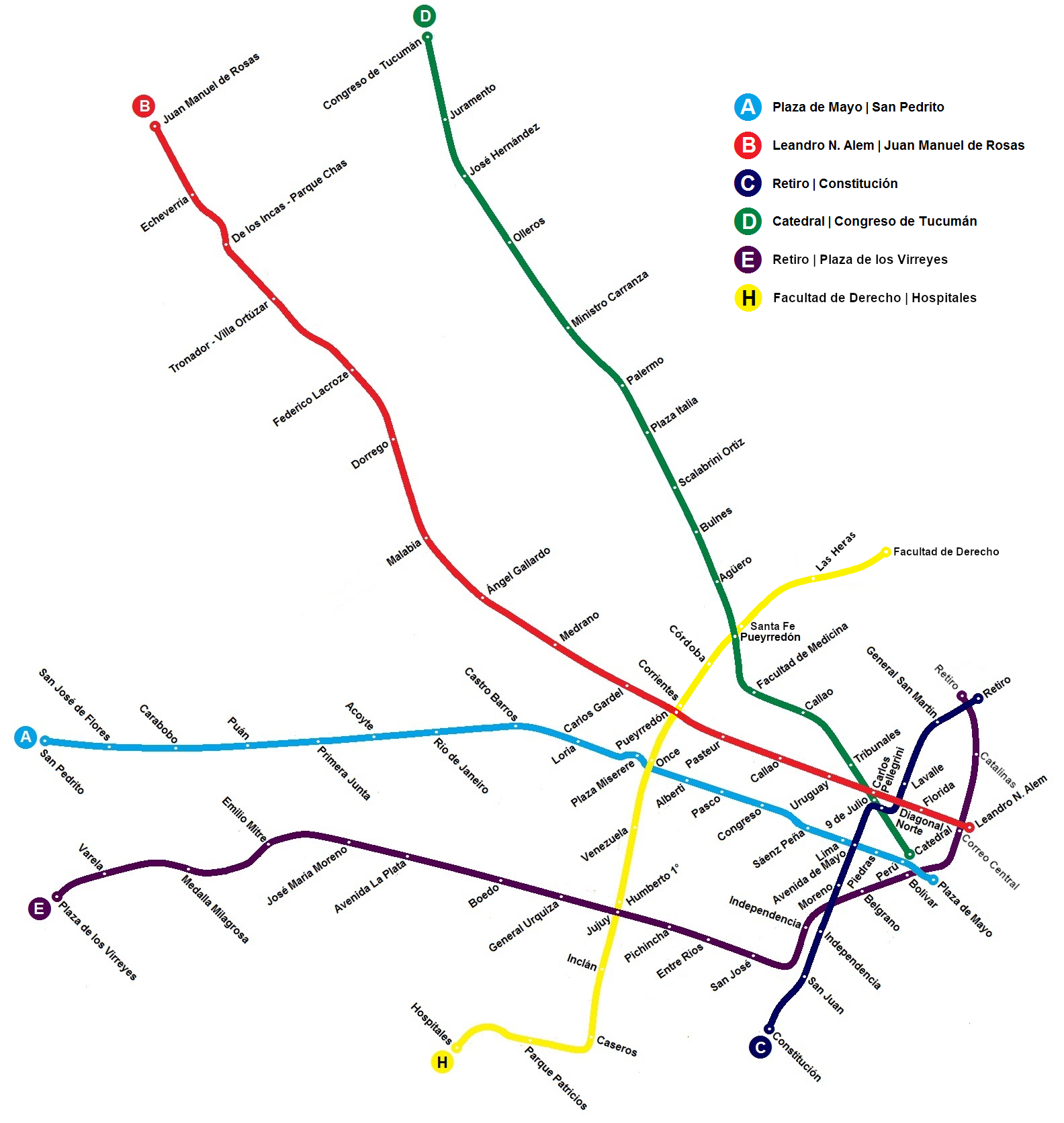
Метро з 2019 року понині
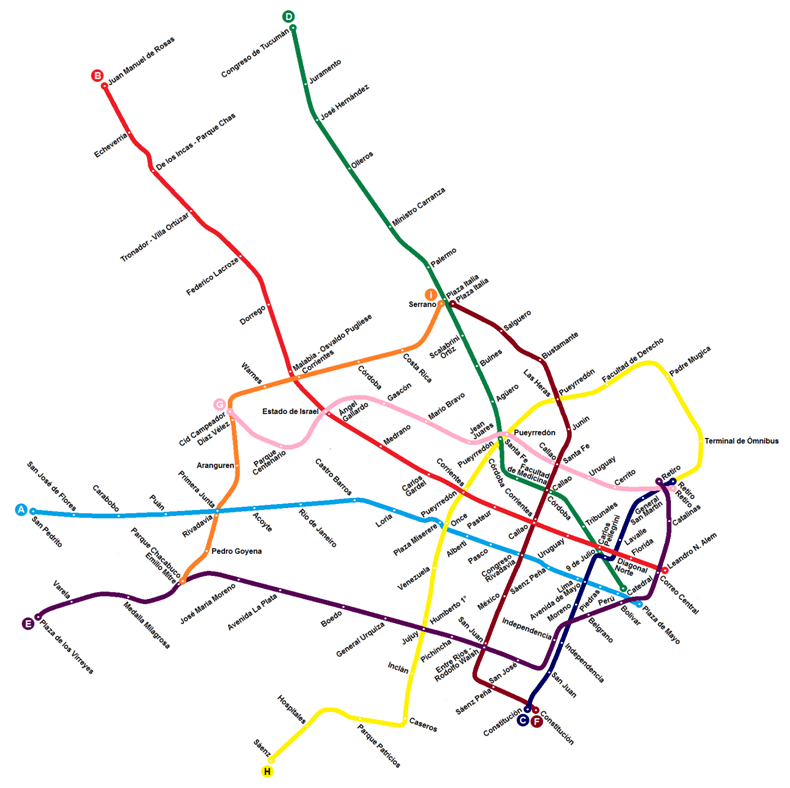
Довгостроковий план розвитку метро

## Режим роботи

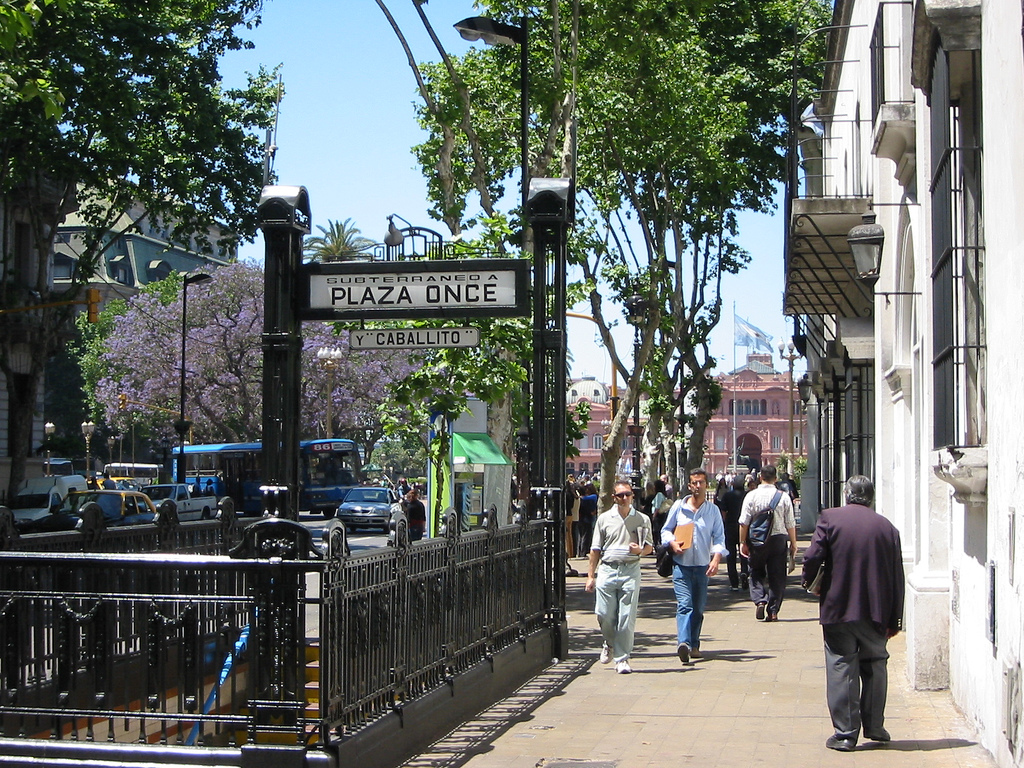
Вхід на станцію Травнева площа

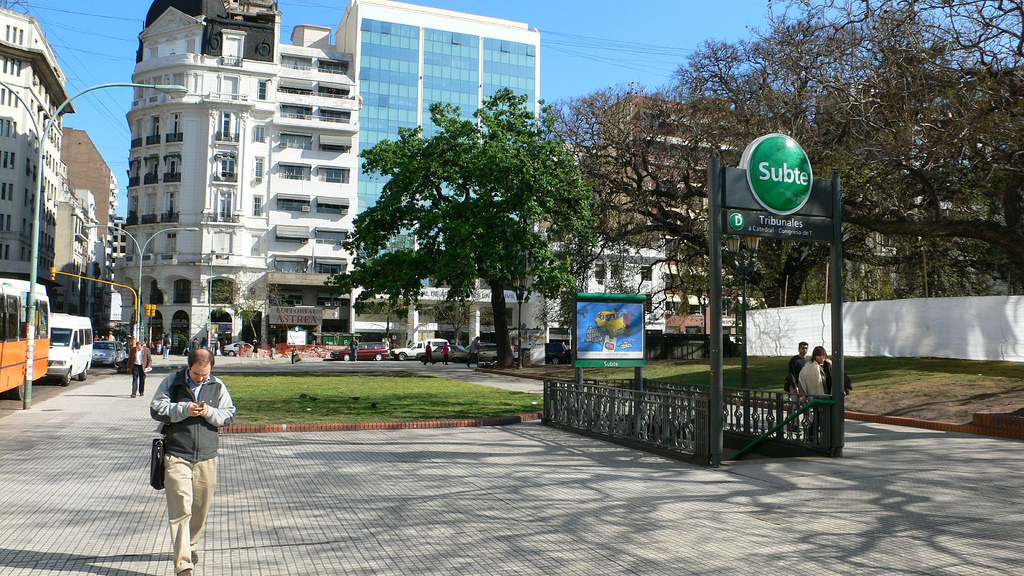
Вхід на станцію Трибунал

З 1913 року метрополітен Буенос-Айреса працював до першої години ночі з перервами між потягами у 4 хвилини. Цей режим роботи зберігався до 1994 року, коли метро було приватизоване. Новий власник змінив час роботи, мотивуючи це тим, що йому необхідний час для модернізації ліній. Проте після ремонту колишній графік роботи метрополітену так і не повернули, і зараз він закривається об одинадцятій вечора і відкривається о п'ятій ранку.

## Лінії метрополітену
Метрополітен Буенос-Айреса складається з шести ліній, названих латинськими літерами і кольорами, які мають загальну довжину 56,7 км. Уся мережа є повністю підземною. Також проектуються три нових лінії. Разом з ними довжина шляхів метрополітену буде становити 84 км і буде містити 128 станцій.
| Лінія A | Блакитний  | 1913 | Травнева площа — площа Місерере     | Травнева площа — Сан-Педріто              | 9,8  | 18 | 40 122 690 |
| Лінія B | Червоний   | 1930 | Кажао — ім. Федеріко Лакросе        | ім. Леандро Н. Алема — ім. Х. М. Росаса   | 11,9 | 17 | 50 078 207 |
| Лінія C | Синій      | 1934 | Констітусьйон — Карлос Пеллегріні   | Констітусьйон — Ретіро                    | 4,4  | 9  | 31 656 370 |
| Лінія D | Зелений    | 1937 | Флорида — Трибунал                  | Кафедральний собор — Тукуманський конгрес | 11,0 | 16 | 35 144 559 |
| Лінія E | Фіолетовий | 1944 | Констітусьйон — ім. Генерала Уркіси | Ретіро — площа Віце-королів               | 12   | 18 | 19 432 331 |
| Лінія H | Жовтий     | 2007 | Онсе — Касерос                      | Факультет права — Шпиталь                 | 8,8  | 12 | 22 094 473 |
| .       |            |      |                                     |                                           |      |    |            |

| Лінія F                            | Вишневий     | Невідомо | Констітусьйон — пл. Італії*   | 8,6* | 13* |
| Лінія G                            | Невідомо     | Невідомо | Ретіро — ім. Доблесного Сіда* | 12,5 | 15  |
| Лінія I                            | Помаранчевий | Невідомо | пл. Італії — Парк Чакабуко*   | 6,6* | 9*  |
| *Згідно з додатком I закону № 670. |              |          |                               |      |     |

## Станції
Станції, позначені сірим, ще не добудовані
| Лінія A Травнева площа — Сан-Педріто - Травнева площа - Перу - П'єдрас - Ліма - Саенс Пенья - Конгрес - Паско - Альберті - Площа Місерере - Лорья - Кастро Баррос - Ріо-де-Жанейро - Акойте - Перша Хунта - Пуан - Карабобо - Пл. Сан Хосе де Флорес - Сан-Педріто | Лінія B Леандро Н. Алем — Хуан Мануель де Росас - Леандро Н. Алем - Флорида - Карлос Пеллегріні - Уругвай - Кальяо - Пастер-AMIA - Пуейрредон - Карлос Гардель - Медрано - Анхель Гальярдо - Малабья — Освальдо Пульєсе - Доррего - Федеріко Лакросе - Тронадор - Де Лос Інкас — Парке Час - Ечеверрія - Хуан Мануель де Росас | Лінія C Ретіро — Констітусьйон - Ретіро - Генерал Сан-Мартін - Лавальє - Північна Діагональ - Травнева вулиця - Морено - Індепенденсья - Сан-Хуан - Констітусьйон | Лінія D Собор — Тукуманський конгрес - Кафедральний собор - 9 липня - Трибунал - Кальяо - Факультет медицини - Пуейрредон - Агуеро - Бульнес - Скалабріні Ортіс - Площа Італії - Палермо - Міністр Карранса - Ольєрос - Хосе Ернандес - Хураменто - Тукуманський конгрес | Лінія E Ретіро — Пл. Віце-королів - Ретіро - Каталінас - Поштамт - Болівар - Бельграно - Індепенденсья - Сан-Хосе - Ентре-Ріос — Родольфо Волш - Пічінча - Жужуй - Генерал Уркіса - Боедо - вул. Ла-Плата - Хосе Марія Морено - Еміліо Мітре - Чудотворна медаль - Варела - пл. Віце-королів — Ева Перон | Лінія H Факультет права — Шпиталь - Факультет права - Лас-Ерас - Санта-Фе — Карлос Хаурегі - Кордова - Коррієнтес - Онсе - Венесуела - Умберто I - Інклан — Мечеть Аль-Ахмад - Касерос - Парк патриціїв - Шпиталь - Саенс |

## Пересадки

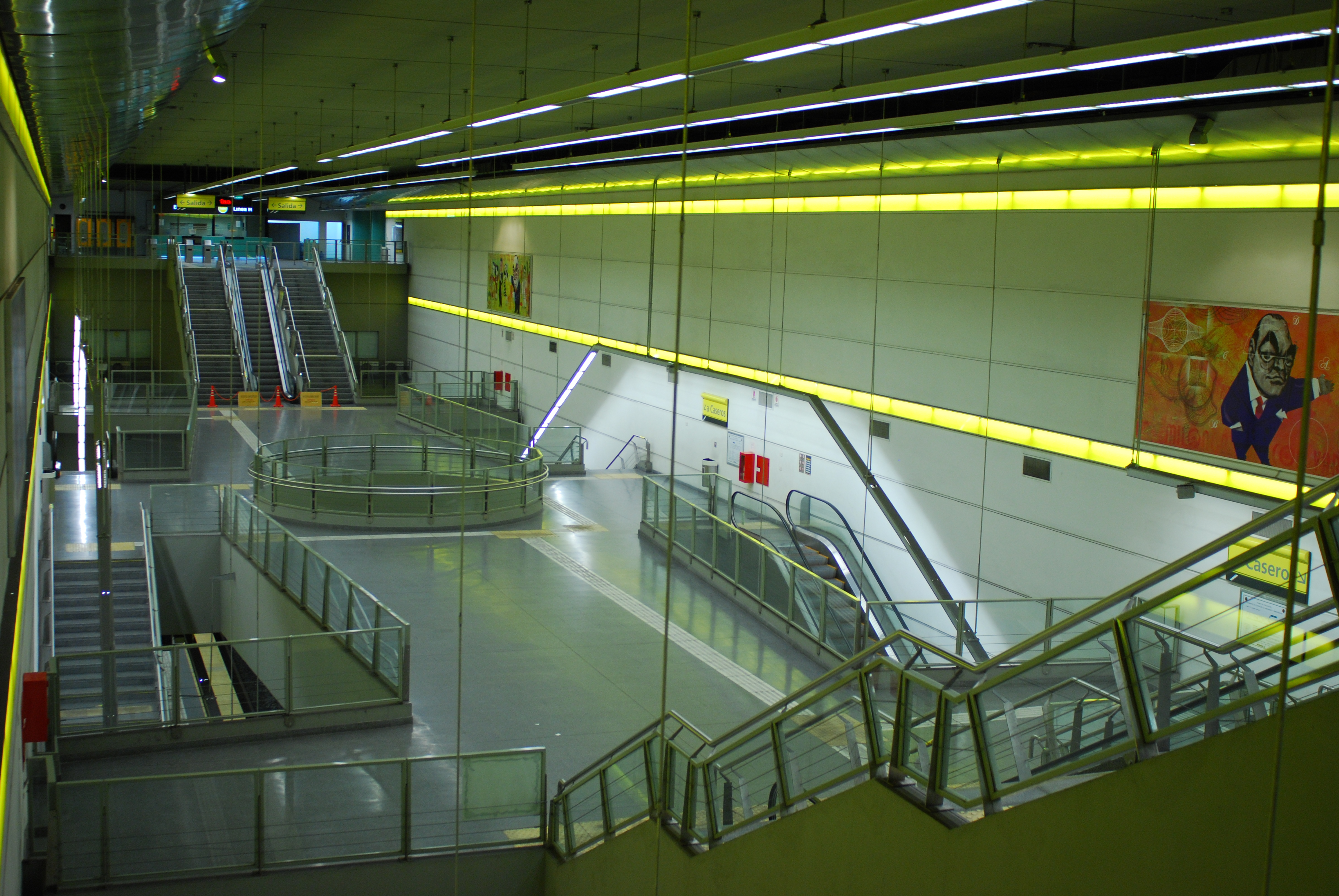
Станція Умберто І

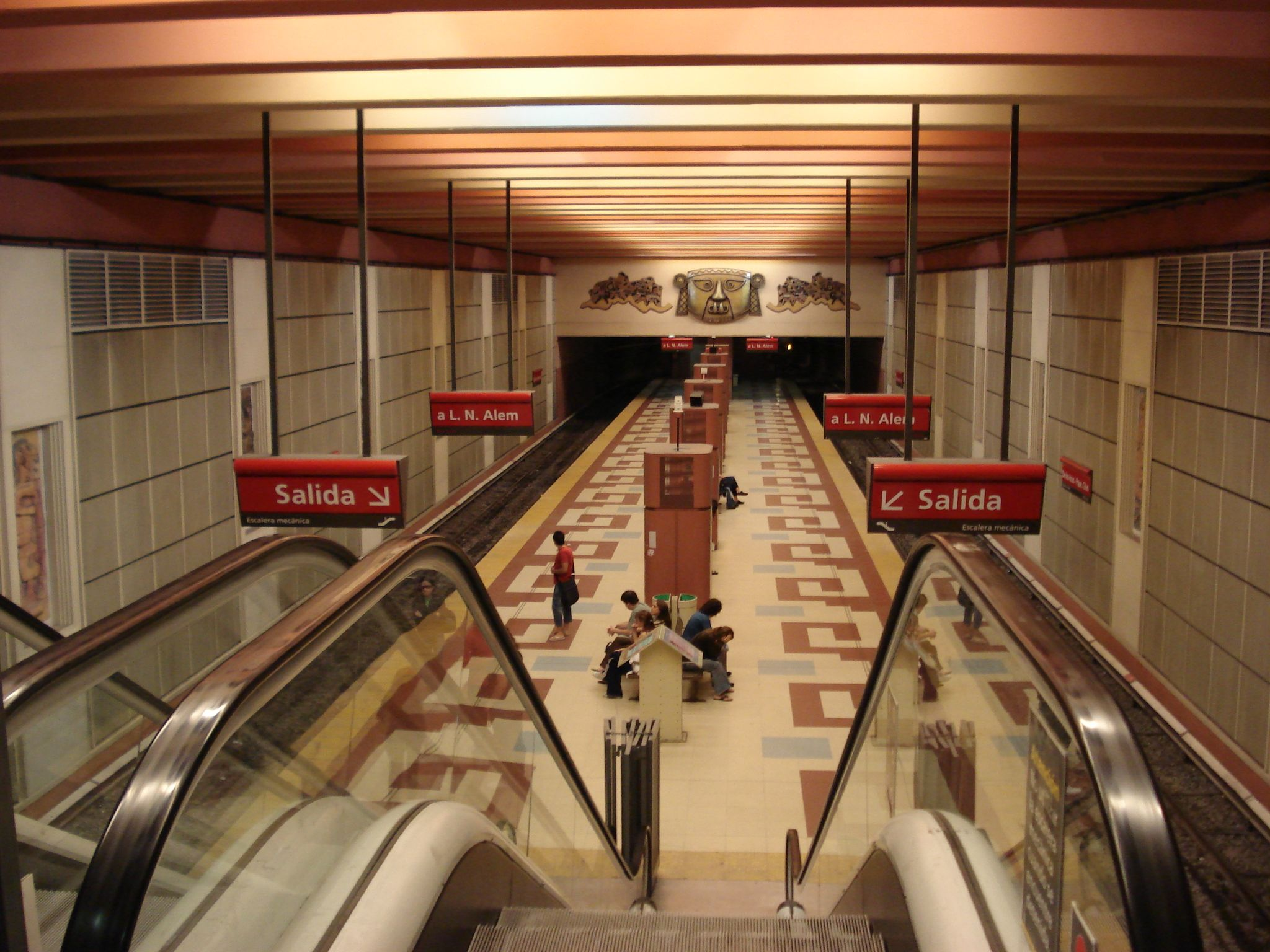
Станція Лос Інкас

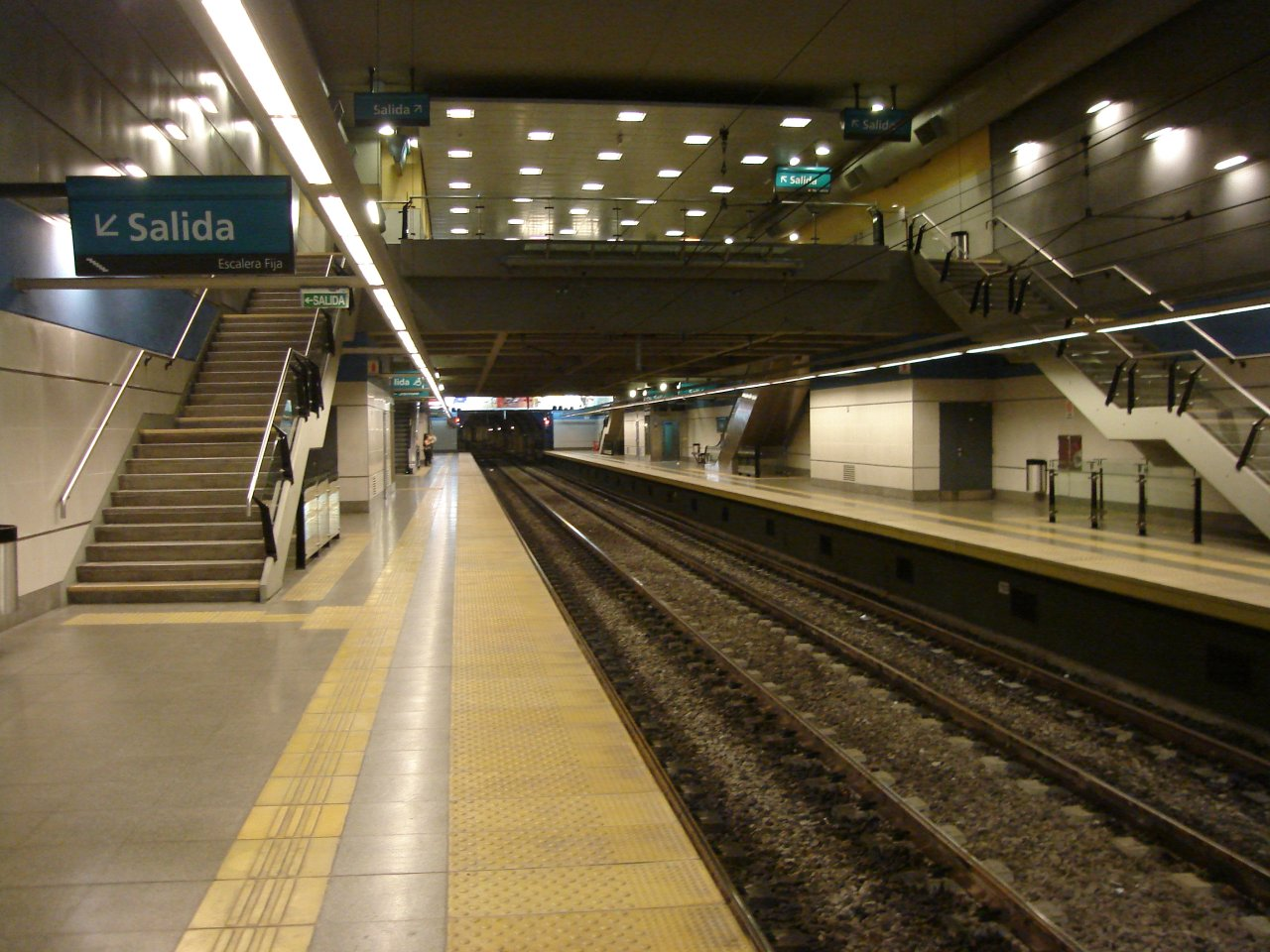
Станція Пуан

Перші три лінії метрополітену Буенос-Айреса A, B і C не перетиналися між собою. Після побудови Лінії D стали можливими пересадки за додаткову плату. З 1 червня 1956 року усі пересадки безкоштовні.
У мережі можливі такі пересадки:
- Лінія A:
  - На станції Перу: на лінії D і E.
  - На станції Ліма: на лінію С.
  - На станції пл. Місерере: на лінії H.
- Лінія B:
  - На станції Карлос Пеллегріні: на лінії D і C.
  - На станції Пуейрредон: на лінію H.
  - На станції Леандро-Н-Алем: на лінію Е
- Лінія C:
  - На станції Північна діагональ: на лінії D і B.
  - На станції Травнева вулиця: на лінію A.
  - На станції Індепенденсья: на лінію E.
  - На станції Ретіро: на лінію Е
- Лінія D:
  - На станції Кафедральний собор: на лінії A і E.
  - На станції 9 липня: на лінії B і C.
  - На станції Пуейрредон: на лінію H.
- Лінія E:
  - На станції Болівар: на лінії A і D.
  - На станції Індепенденсья: на лінію C.
  - На станції Жужуй: на лінію H.
  - На станції Ретіро: на лінію C.
  - На станції Коррео Сентраль: на лінію B.
- Лінія H:
  - На станції Коррієнтес: на лінію B.
  - На станції Онсе: на лінію A.
  - На станції Умберто I: на лінію E.
  - На станції Санта-Фе: на лінію D.

## Оплата

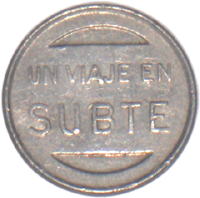
Жетон, який використовувався у метро до 2000 року

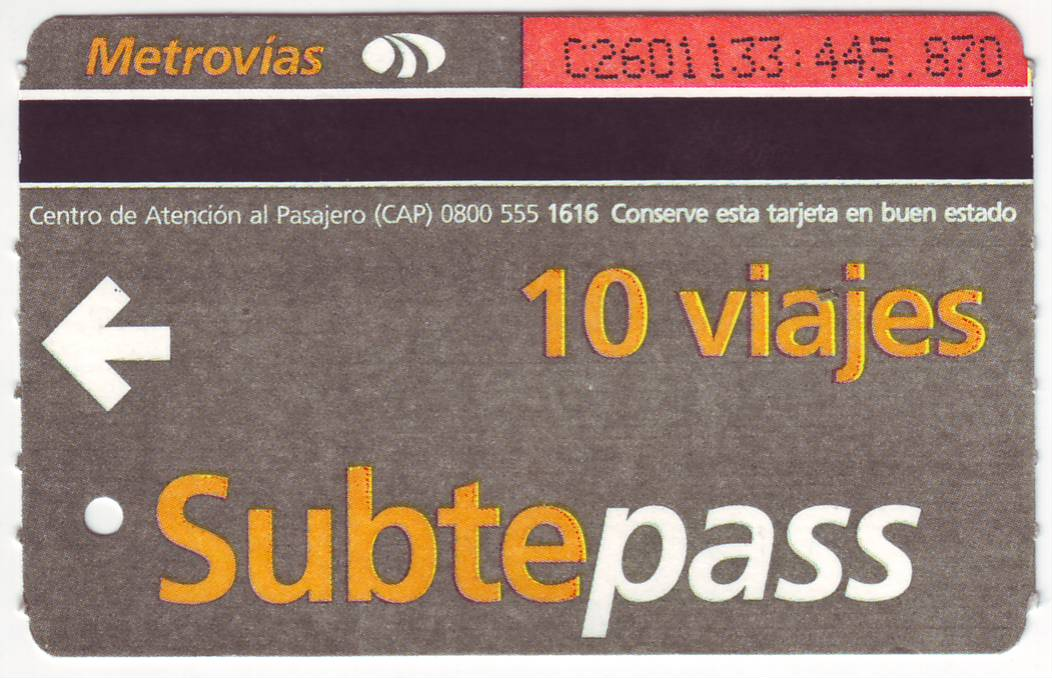
Магнітна картка на 10 поїздок, яка використовувалася у метро у 2000-2016

Перші квитки на метро були аналогічними до тих, що використовувалися у трамваях того часу. Їх перевіряли на вході на станцію і забирали на виході. З відкриттям другої лінії метро (В) у 1930-х роках на вході поставили турнікети, що приймали звичайні монети, які були в обігу. Згодом ця система оплати була замінена жетонами (ісп. cospel), які ввели 4 січня 1962 року. 16 вересня 2000 року були введені магнітні картки Subtepass і безконтактні картки Subtecard. Деякий час жетони і картки співіснували. З повним переходом на картки турнікети були демонтовані. Єдиним способом оплати проїзду у метро Буенос-Айреса з 2016 року є безконтактні картки SUBE. У грудні 2024 року також додалася можливість оплати за допомогою платіжних карток і мобільних телефонів з підтримкою NFC.
Проїзд у метро Буенос-Айреса коштує 919 песо за одну поїздку, але якщо купувати проїздний на більшу кількість, то вартість однієї поїздки зменшується. Учні середніх шкіл і студенти мають право купувати проїзний за пільговою вартістю. Пенсіонери мають право на безкоштовний проїзд у будні з 05:30 до 08:00, з 10:00 до 17:00 і з 19:00 до 23:30, а також у свята і вихідні, за умови отримання спеціального проїзного. Школярі мають право на пільговий проїзд у будні до 15:00, за умови що вони отримали спеціальний проїзний і вдягнені у шкільну форму. Безкоштовно пересуватися у метро можуть інваліди за умови отримання спеціального проїзного.

## Рухомий склад
Загалом рухомий склад метро Буенос-Айреса налічує 645 одиниць, зокрема:
- З 1980-х років у метрополітені Буенос-Айреса почали використовувати машини Fiat Materfer аргентинського виробництва. Спочатку вони експлуатувалися на лінії D, потім на лінії Е, а на початку 1990-х їх знову повернули на лінію D. Зараз ці машини використовуються на лініях D і А.
- 1995 року було закуплено 128 потягів Mitsubishi для лінії В
- На лінії С їздять машини, які вироблені у японському місті Нагоя. До того з 1930-х років використовувалися німецькі Siemens/Orenstein & Koppel.
- На лінії Н використовуються машини Siemens
- На лінії D поряд з Fiat Materfer використовують потяги Alstom, які виготовляють у місті Ла-Плата
- До 2013 року на лінії А використовувалися 95 бельгійських La Brugeoise 1913 року виробництва[17][4]

| Серія                         | Рік виробництва | Країна виробництва  | Лінія |
| ----------------------------- | --------------- | ------------------- | ----- |
| CNR Citic                     | 2009-2018       | КНР                 |       |
| Fiat Materfer                 | 1980-1988       | Аргентина           |       |
| CAF 6000                      | 1998            | Іспанія             |       |
| Nagoya 5000                   | 1980-1990       | Японія              |       |
| Alstom 100                    | 2001-2009       | Бразилія, Аргентина |       |
| Alstom 300                    | 2015-2019       | Бразилія            |       |
| Mitsubishi 500                | 1954            | Японія              |       |
| CAF General Electric Española | 1963            | Іспанія             |       |

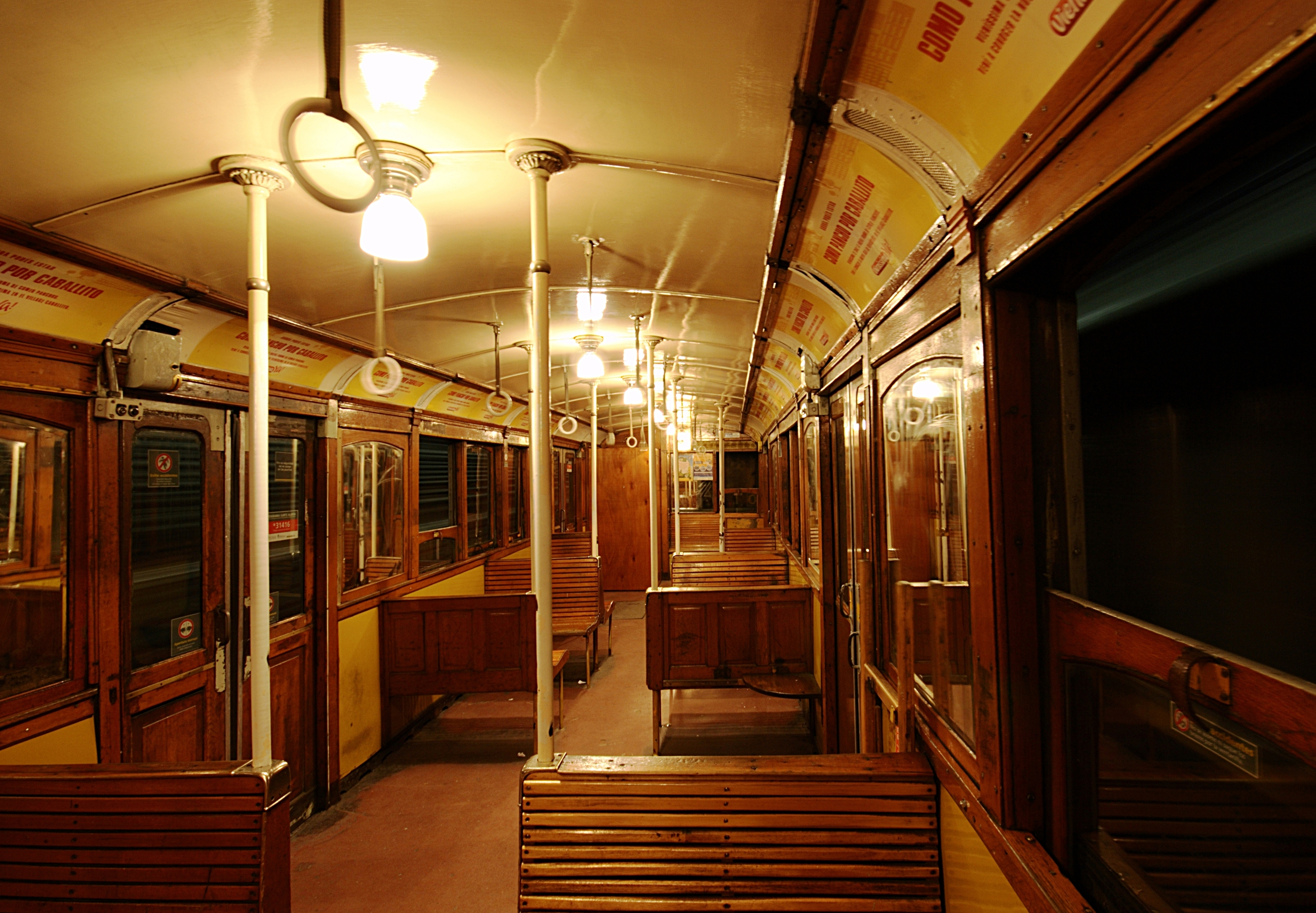
Вагон La Brugeoise
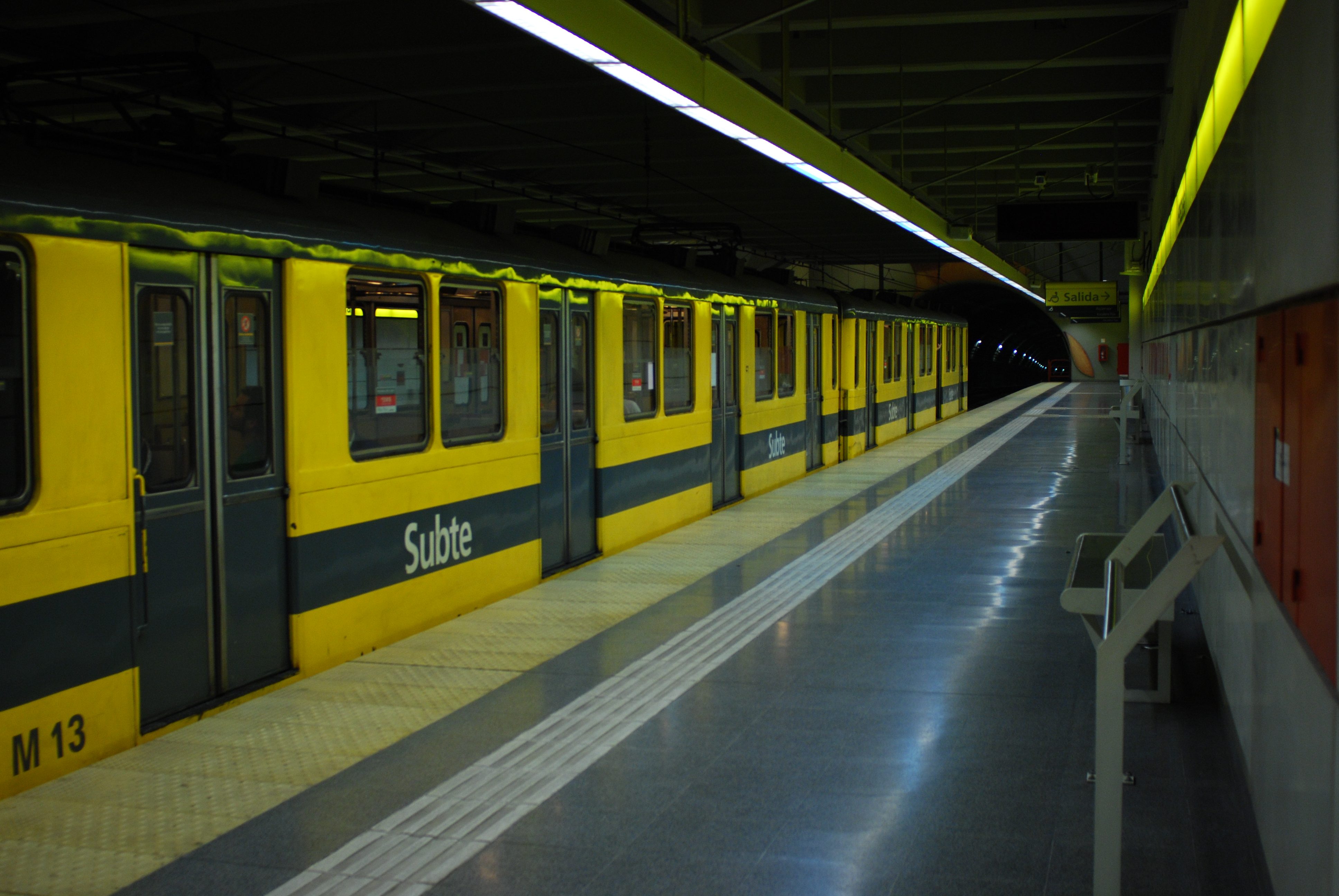
Потяг Siemens
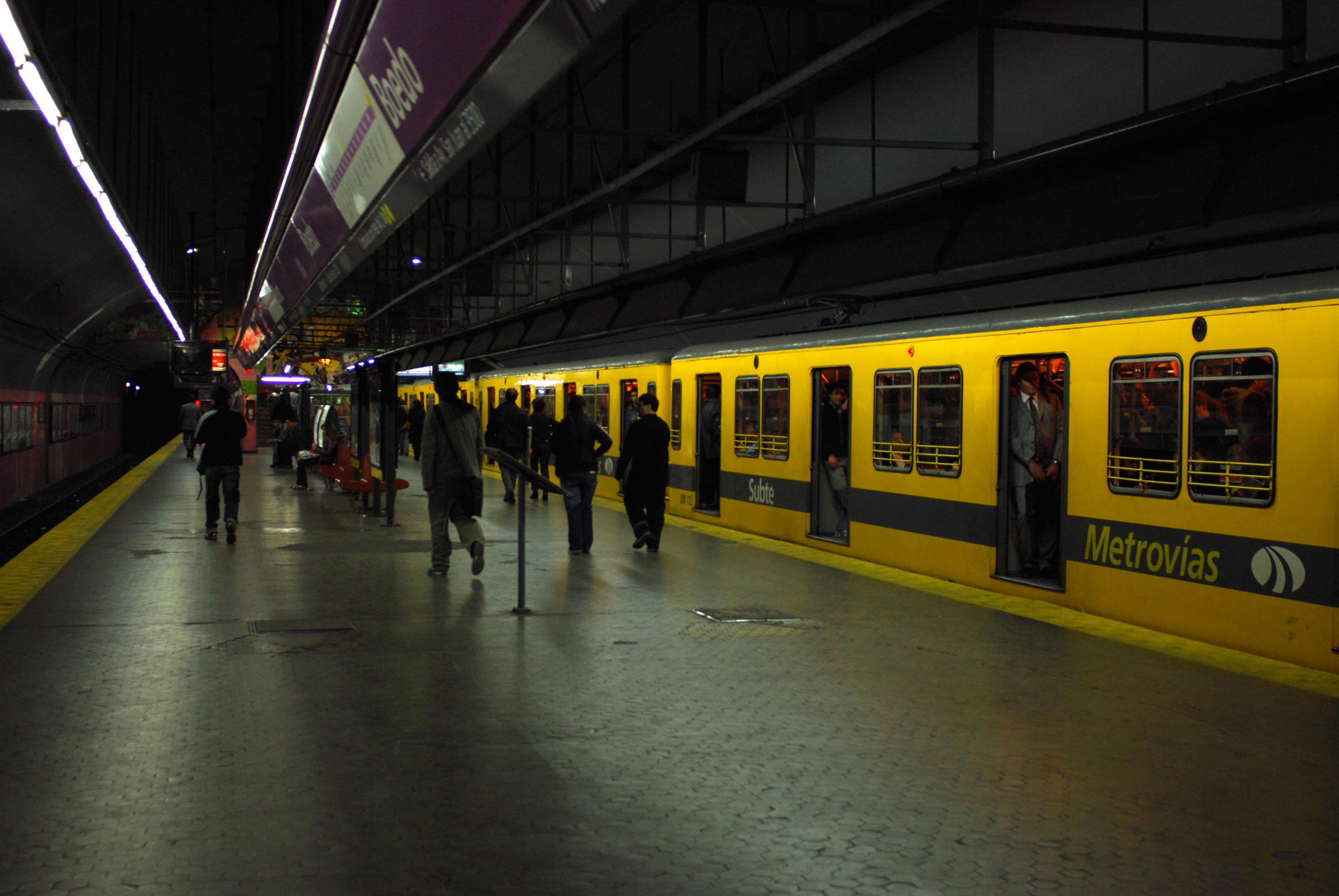
Потяг на лінії Е

## Цікаві факти
- У метро Буенос-Айреса працює спеціальний телеканал SubTV, який транслює інформаційні програми і відеокліпи
- З 2007 року у метро доступний безкоштовний доступ до мережі Інтернет через Wi-Fi
- У метро Буенос-Айреса працюють 4500 осіб
- У метро Буенос-Айреса працюють 214 ескалаторів і 50 ліфтів
- При будівництві метро було знайдено рештки мамонтів, мастодонтів і гліптодонів, які передали в музей
- На момент спорудження метрополітену у Буенос-Айресі цей вид транспорту мали лише 12 міст світу: Лондон (1863), Афіни (1869), Стамбул (1875), Відень (1893), Будапешт (1896), Глазго (1897), Париж (1900), Бостон (1901), Берлін (1902), Нью-Йорк (1904), Філадельфія (1907) і Гамбург (1912). Метро Буенос-Айреса стало 13-м у світі і було відкрите 1913 року[3].
- Середня швидкість потягів на лініях A, B, C, E, H 60 км/год і 80 км/год на лінії D
- У метро Буенос-Айрес знаходиться більше 400 витворів мистецтва (фресок, мозаїк, скульптур). Деякі станції визнані пам'ятками культури[18].

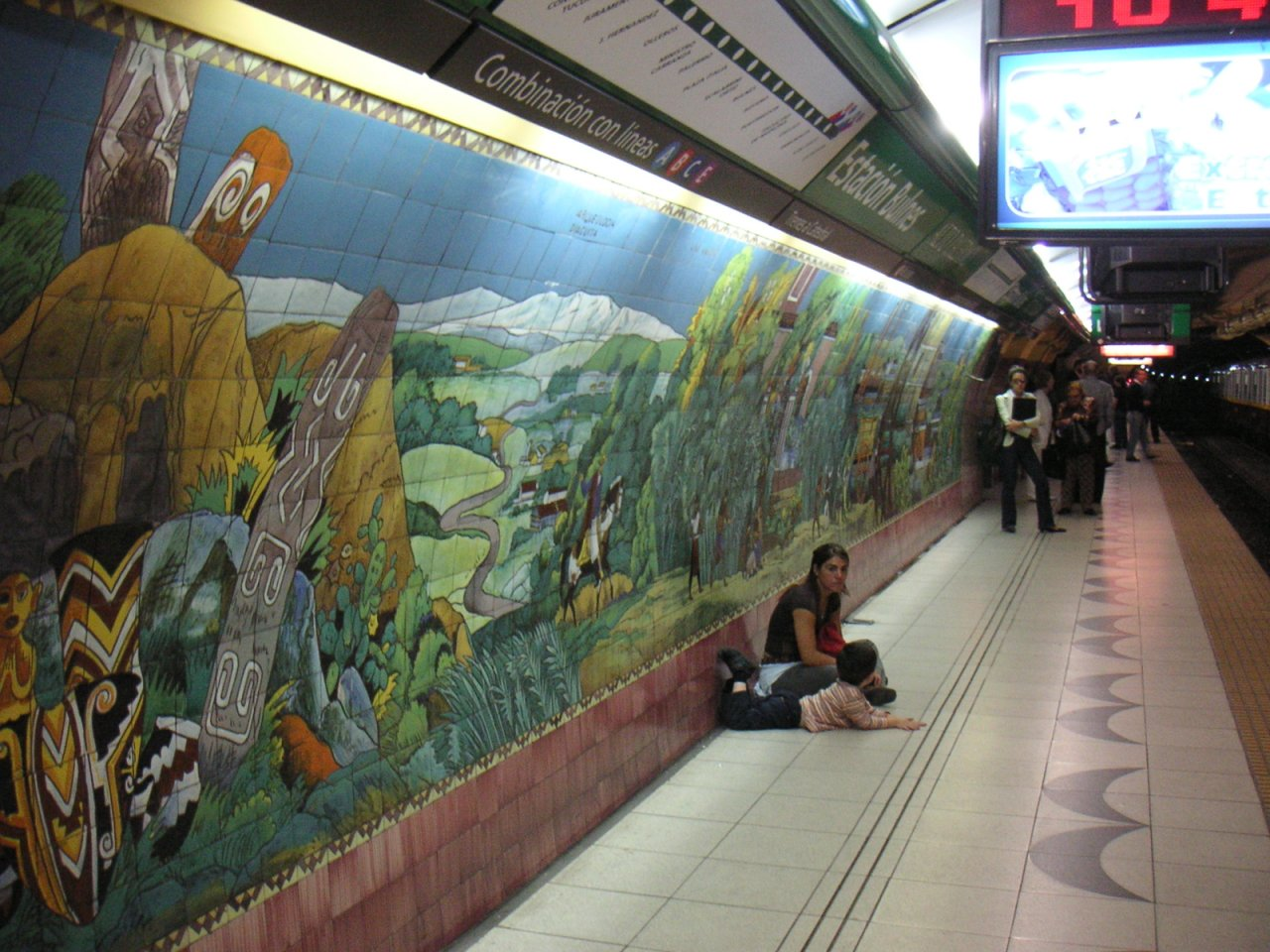
Станція Бульнес
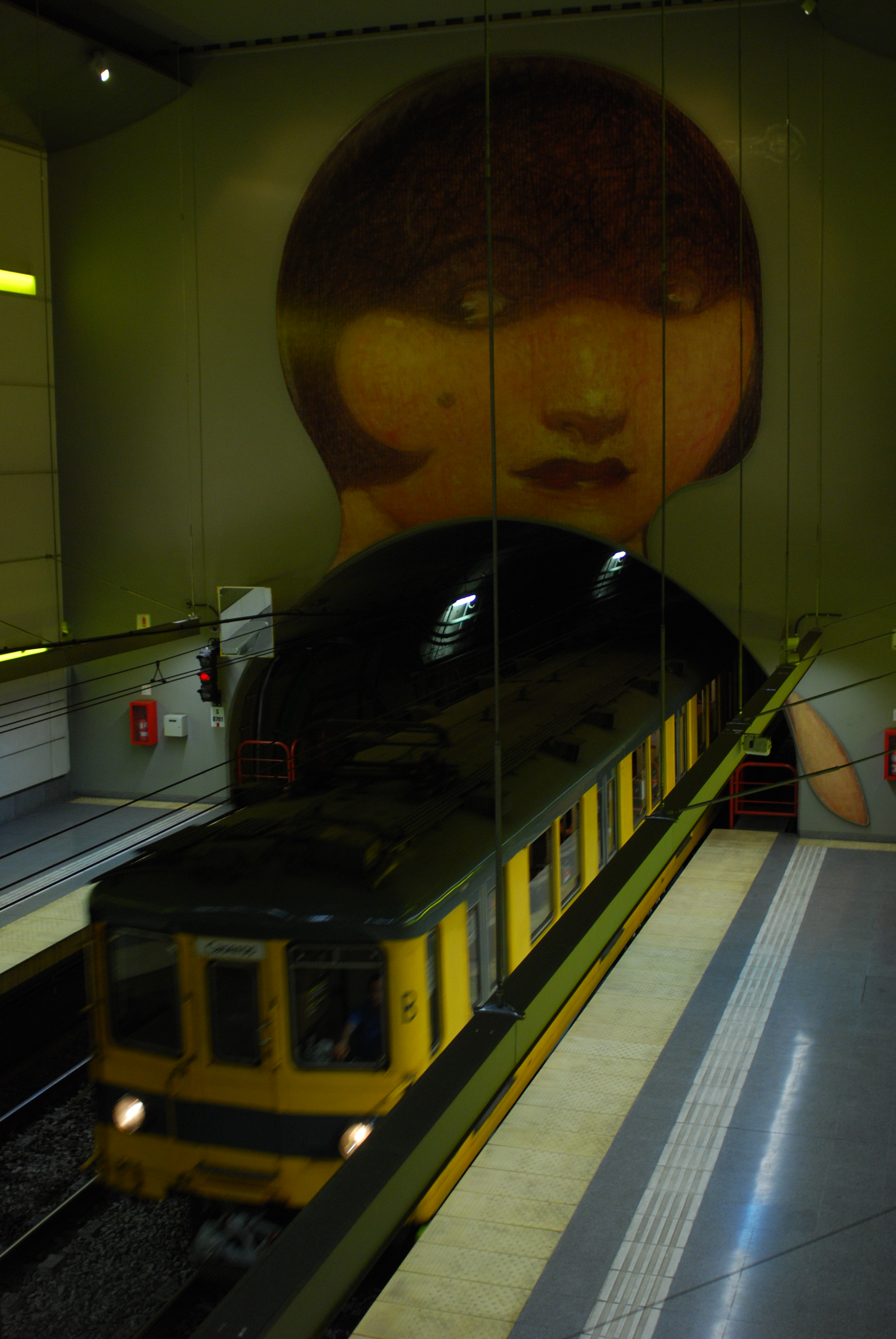
Станція Венесуела
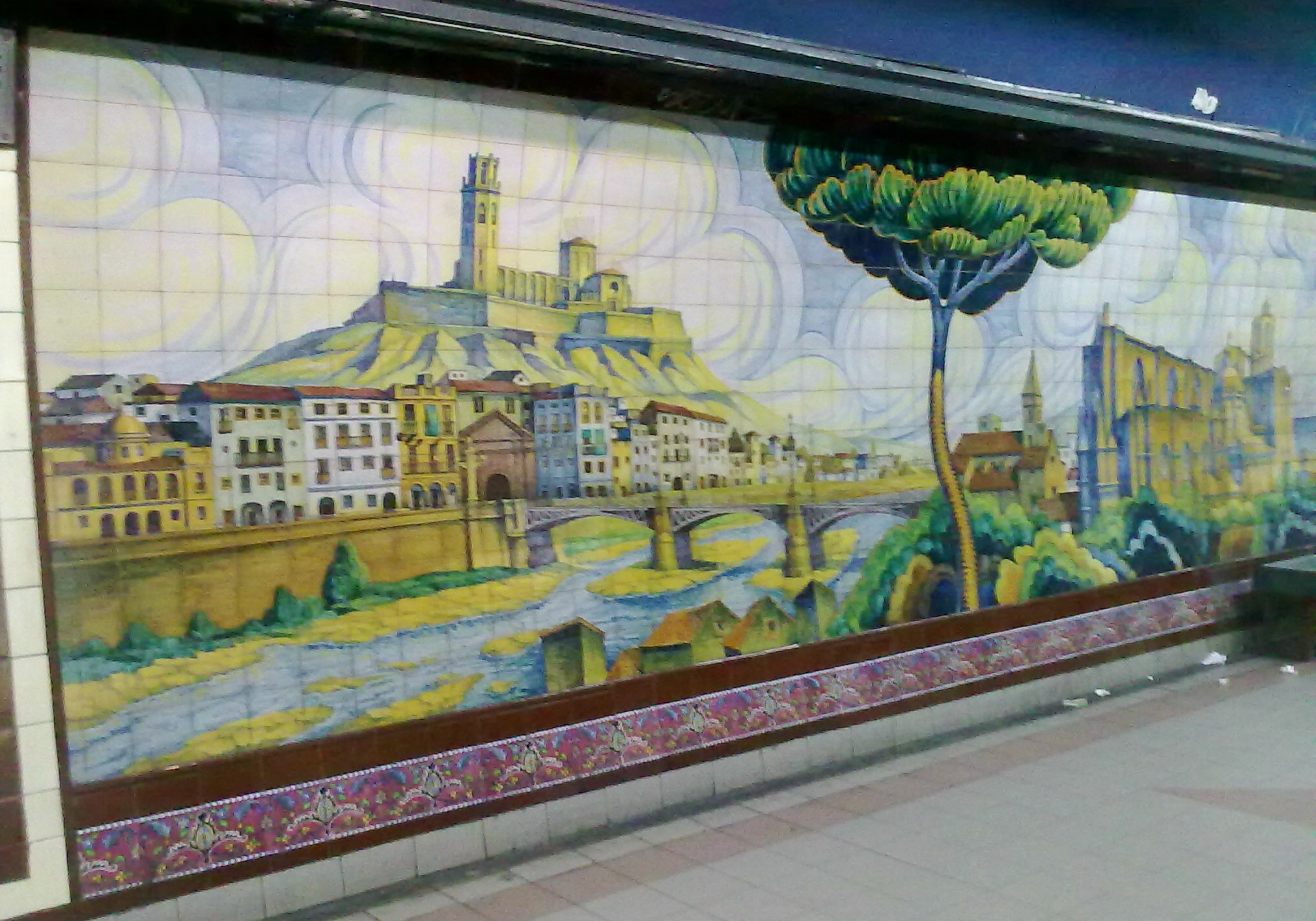
Станція Лавальє
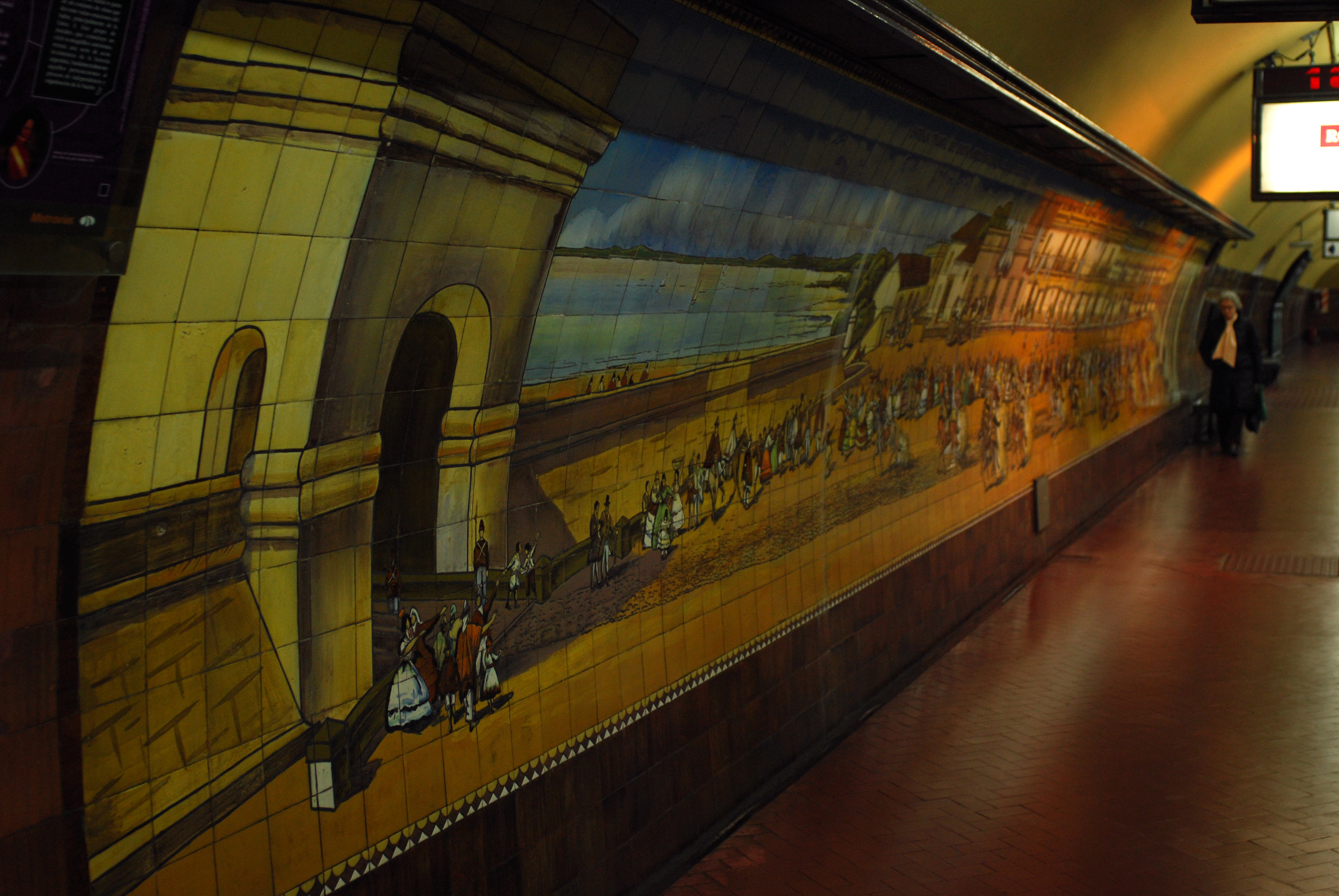
Станція Генерал Уркіса